# Thanh ngang
Thanh ngang (hay thanh không dấu) là một trong sáu thanh điệu của tiếng Việt.

## Ký hiệu
Thanh ngang không có dấu phụ thêm vào 
Ví dụ: ta, tôi, xuân, đông, mưa, rơi, tôi, đi, chơi...

## Phân loại thanh điệu
- Xét về cao độ: Thanh ngang thuộc nhóm thanh cao. Ở những người nam có giọng trung, thanh này có cao độ ngang với nốt FA (thấp hơn âm La tự nhiên một quãng 3 trưởng).
- Xét về đường nét âm thanh: Thanh ngang thuộc nhóm thanh bằng, tức là đường nét âm thanh là một đường thẳng, không gãy khúc.

## Sử dụng
Thanh ngang là thanh xuất hiện trong các âm tiết nhiều thứ 3 trong tiếng Việt, với tổng số âm tiết có thanh ngang vào khoảng 1029 âm tiết (nhỏ hơn thanh nặng:1049 và thanh sắc: 1426). 
Trong từ láy, thanh ngang thường đi với chính nó và các thanh sắc, hỏi. Ví dụ: đau đớn, lung linh, cỏn con,...
Đối với những âm tiết kết thúc bằng những âm tắc vô thanh như t, c, p, ch, không có trường hợp nào đi với thanh ngang. Ví dụ: có những âm tiết: trách, bát, lạc,... nhưng không thể có các âm tiết như: trach, bat, lac…